# Mesembryanthemum guerichianum
Mesembryanthemum guerichianum är en isörtsväxtart som beskrevs av Ferdinand Albin Pax. Mesembryanthemum guerichianum ingår i Isörtssläktet som ingår i familjen isörtsväxter. Inga underarter finns listade i Catalogue of Life.